# Arrhes
Pour l’article ayant un titre homophone, voir Aar.
Les arrhes sont des sommes versées par un client avant la livraison des biens ou avant l’achèvement d’une prestation de service. L’abandon des arrhes constitue l’abandon d'un contrat. Dans le cas d'une vente, l’acheteur se réserve ainsi le droit de ne pas donner suite (auquel cas le vendeur conserve les arrhes en dédommagement). La renonciation est discrétionnaire et ne doit pas obligatoirement être motivée.

## Droit par pays

### Texte légal français
En France, les arrhes sont régies par l'article 1590 du Code civil :
« Si la promesse de vendre a été faite avec des arrhes chacun des contractants est maître de s'en départir, celui qui les a données, en les perdant et celui qui les a reçues, en restituant le double. »

### Texte légal québécois
En droit québécois, la convention d'arrhes est régie par l'article 1711 du Code civil du Québec (a contrario) : « Toute somme versée à l’occasion d’une promesse de vente est présumée être un acompte sur le prix, à moins que le contrat n’en dispose autrement. »

## Différence avec l’acompte
L'acompte est un paiement partiel du prix, qui impose aux parties d'exécuter l'intégralité du contrat. Si l'on désire rompre le contrat et qu'un arrangement amiable ne peut être trouvé, le seul recours est d'aller en justice.
Les arrhes sont également un paiement partiel du prix, mais qui permet de se désister et de renoncer au contrat. Pour le client, en abandonnant le montant des arrhes au prestataire. Pour le prestataire, en reversant au client le double du montant.
Exemple : je suis client, j'achète un chauffe-eau pour 1 000 euros. Je verse une somme de 200 euros lors de la signature du contrat.
- Si la somme de 200 euros constitue des arrhes et si je renonce à la livraison du chauffe-eau, je perds 200 euros et l'affaire en reste là ; il en est de même pour mon vendeur qui, renonçant à la livraison (par exemple s'il change d'activité, ou si la marque de chauffe-eau n'est plus disponible, ou s'il y a des problèmes de livraison, etc) doit restituer le double des arrhes, soit 400 euros.
- Si la somme de 200 euros est un acompte, je suis obligé de payer le solde, soit 800 euros, même si je renonce à la livraison : mon fournisseur, dans le cadre d'une injonction de payer ou d'une assignation devant la juridiction de proximité ou du tribunal d'instance, peut m'obliger à payer les 800 euros restant dus, ainsi que les intérêts au taux légal depuis la mise en demeure (au surplus les frais d'huissier de justice et de procédure sont à la charge du client défaillant). Pour sa part et à l'inverse, mon vendeur peut être condamné à m'indemniser non seulement le préjudice matériel (200 euros), mais encore les dommages-intérêts pour préjudice moral (ainsi, je n’ai pas eu de chauffage de novembre à mars, avec un conjoint et quatre enfants : indemnisation de plusieurs milliers d'euros pour trouble de vie dans les conditions d'existence), ou encore pour le préjudice financier (j'ai emprunté auprès d'une société de crédit pour acheter le chauffe-eau : je demande le remboursement des intérêts d'emprunt, des frais d'assurance, des frais de gestion de dossier, de la perte de temps personnel pour constituer le dossier, des frais de déplacement).